# Sociedad Española de Bizantinística
La Sociedad Española de Bizantinística (SEB) es una entidad sin ánimo de lucro fundada en 2008, que tiene como fin promover el estudio científico y el conocimiento de la civilización bizantina: la civilización cristiana de tradición y lengua griega que se desarrolló en el área del Imperio Romano de Oriente con capital en Constantinopla. Se la considera continuadora del Comité Español de Estudios Bizantinos. 
Es miembro de la Association Internationale d'Études Byzantines. Su primer presidente fue Inmaculada Pérez Martín, puesto que ocupa desde 2017 Juan Signes Codoñer. Publica la revista académica Estudios Bizantinos, organiza el título de Experto en bizantinística (Universidad de Alcalá de Henares), organiza congresos científicos sobre Bizancio y premia tesis doctorales sobre el mismo tema.
Tiene su sede en el Centro de Ciencias Humanas y Sociales, del Consejo Superior de Investigaciones Científicas (CCHS-CSIC), en Madrid.

## Junta Directiva
La actual junta directiva para el mandato 2021-2024 está formada por los siguientes miembros:

##### Presidencia:
Juan Signes Codoñer.
- Coordinación del Boletín de la SEB hasta 2024.

##### Vicepresidencia:
Inmaculada Pérez Martín.
- Representante del CSIC.

##### Secretaría:
David Pérez Moro (desde 2022).
- Responsable web desde 2022; Coordinación del Boletín de la SEB desde 2023.
Carmen García Bueno (hasta 2022).
- Responsable web y redes sociales.

##### Tesorería:
Mattia Cossimo Chiriatti.

## Vocalías
Además, cuenta con una serie de vocalías con representación en la Junta Directiva, que representan los diversos ámbitos o sectoriales de trabajo del ámbito académico que pretende comprender la SEB.

##### Historia del Arte
- Manuel A. Castiñeiras González.

##### Historia Tardobizantina
- Raúl Estangüi Gómez.

##### Oriente Próximo
- Francisco del Río Sánchez.

##### Teología
- Montserrat Camps Gaset (desde 2023).
- Fernando Rivas Rebaque (hasta 2023).

##### Derecho
- José Domingo Rodríguez Martín.

##### Mundo Eslavo
- Enrique Santos Marinas.

##### Historia Tardoantigua
- Margarita Vallejo Girvés.

##### Arqueología
- Jaime Vizcaíno Sánchez.

##### Director de la revista "Estudios Bizantinos"
- David Hernández de la Fuente.

##### Vocalía Institucional de laSEEM(introducida en 2023)
- Rafael González Fernández.